# 宇宙将棋

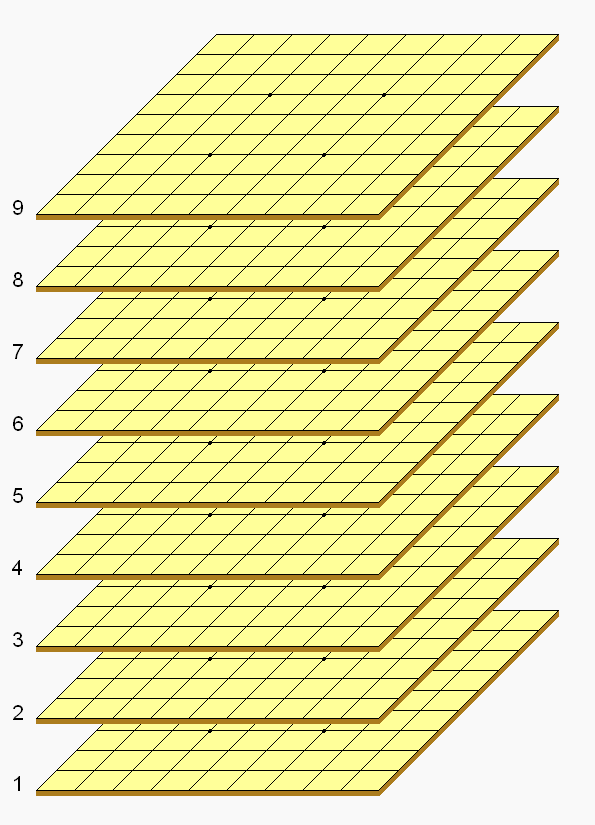
宇宙将棋の3次元将棋盤

宇宙将棋（うちゅうしょうぎ、英: Space Shogi）は、1987年にジョージ・デックル卿によって考案された3次元将棋類である。ゲーム空間は垂直に積み重ねられた9枚の9×9将棋盤から構成される。それぞれのプレーヤーは通常の将棋駒を用いる。
宇宙将棋はMichael Keller編 World Game Review No. 10 (Keller 1991)に収録されている。

## ルール
宇宙将棋は駒の種類や数、初期配置など通常の将棋の慣習に従う。捕獲した駒の使用や成、王手、詰み、持将棋など全ての将棋のルールが適用される。しかし、駒は移動に関して3次元の自由度を有する。

### 初期配置
先手はレベル1から3、後手はレベル9から7に駒を配置する。